# Zielona magia
Zielona magia – debiutancki album formacji Cisza jak ta grającego poezję śpiewaną.

## Lista utworów
1. Zapach chleba
2. W lesie
3. Błogosławieni
4. Zawieje w Michigan
5. Karuzela czasów
6. Pocałunki
7. Wodnikus
8. Tysiąc kilometrów
9. Lubię szeptać ci słowa
10. Zielona magia
11. Po ciemnej stronie

## Twórcy
Zespół Cisza jak ta w składzie:
- Ilona Karnicka - skrzypce
- Mariusz Skorupa - gitary, harmonijka
- Ola Kot - śpiew, przeszkadzajki
- Mariusz Borowiec - gitara, śpiew
- Darek Bądkowski - gitara basowa
- Agnieszka Sosnowska - flet poprzeczny, śpiew
- Michał Łangowski - śpiew